# Chavaniac-Lafayette
Pour les articles homonymes, voir Lafayette.
Chavaniac-Lafayette est une commune française située dans le département de la Haute-Loire, en région Auvergne-Rhône-Alpes.
Elle abrite le château où est né le « héros des deux mondes », Gilbert du Motier de La Fayette, acteur important de la guerre d'indépendance des États-Unis.

## Géographie
Elle bénéficie d'un climat tempéré, chaud.

### Localisation
La commune de Chavaniac-Lafayette se trouve dans le département de la Haute-Loire, en région Auvergne-Rhône-Alpes. La commune est située à une altitude de 700 mètres, à la limite sud-ouest du parc naturel régional Livradois-Forez et en limite des pays Arverne et Vellave.
Elle se situe à 37 km par la route du Puy-en-Velay, préfecture du département, à 27 km de Brioude, sous-préfecture, et à 8 km de Mazeyrat-d'Allier, bureau centralisateur du canton du Pays de Lafayette dont dépend la commune depuis 2015 pour les élections départementales.
Les communes les plus proches sont : 
Saint-Georges-d'Aurac (3,1 km), Jax (3,1 km), Mazerat-Aurouze (3,5 km), Sainte-Eugénie-de-Villeneuve (4,0 km), Vissac-Auteyrac (4,7 km), Varennes-Saint-Honorat (5,1 km), Sainte-Marguerite (5,4 km), Mazeyrat-d'Allier (5,9 km).
| Mazerat-Aurouze       |                     | Jax                          |
|                       | Chavaniac-Lafayette |                              |
| Saint-Georges-d'Aurac |                     | Sainte-Eugénie-de-Villeneuve |

### Climat
Pour des articles plus généraux, voir Climat d'Auvergne-Rhône-Alpes et Climat de la Haute-Loire.
En 2010, le climat de la commune est de type climat des marges montargnardes, selon une étude du Centre national de la recherche scientifique s'appuyant sur une série de données couvrant la période 1971-2000. En 2020, Météo-France publie une typologie des climats de la France métropolitaine dans laquelle la commune est exposée à un climat de montagne ou de marges de montagne et est dans une zone de transition entre les régions climatiques « Nord-est du Massif Central » et « Sud-est du Massif Central ».
Pour la période 1971-2000, la température annuelle moyenne est de 9,1 °C, avec une amplitude thermique annuelle de 15,6 °C. Le cumul annuel moyen de précipitations est de 777 mm, avec 8,5 jours de précipitations en janvier et 6,8 jours en juillet. Pour la période 1991-2020, la température moyenne annuelle observée sur la station météorologique installée sur la commune est de 10,5 °C et le cumul annuel moyen de précipitations est de 766,4 mm,. Pour l'avenir, les paramètres climatiques de la commune estimés pour 2050 selon différents scénarios d'émission de gaz à effet de serre sont consultables sur un site dédié publié par Météo-France en novembre 2022.
| Mois                                  | jan.             | fév.           | mars         | avril         | mai             | juin          | jui.          | août           | sep.            | oct.          | nov.             | déc.           | année      |
| ------------------------------------- | ---------------- | -------------- | ------------ | ------------- | --------------- | ------------- | ------------- | -------------- | --------------- | ------------- | ---------------- | -------------- | ---------- |
| Température minimale moyenne (°C)     | −1,4             | −1,6           | 0,7          | 2,8           | 6,6             | 10,1          | 11,9          | 11,8           | 8,5             | 6,2           | 2,1              | −0,6           | 4,8        |
| Température moyenne (°C)              | 2,6              | 3,2            | 6,4          | 9             | 13              | 16,9          | 19,3          | 19,2           | 15,1            | 11,5          | 6,4              | 3,4            | 10,5       |
| Température maximale moyenne (°C)     | 6,6              | 7,9            | 12,1         | 15,1          | 19,3            | 23,7          | 26,6          | 26,6           | 21,6            | 16,7          | 10,8             | 7,4            | 16,2       |
| Record de froid (°C) date du record   | −22,7 12.01.1987 | −20,5 04.02.12 | −18 01.03.05 | −8,5 08.04.21 | −3,5 01.05.1989 | −1 04.06.1984 | 3 15.07.16    | 1,5 30.08.1986 | −0,5 27.09.10   | −8 16.10.09   | −12,6 23.11.1988 | −15 09.12.1980 | −22,7 1987 |
| Record de chaleur (°C) date du record | 21,5 01.01.22    | 23,5 26.02.19  | 27 30.03.21  | 28,5 20.04.18 | 33,7 22.05.22   | 41,5 27.06.19 | 41,5 31.07.20 | 39,5 08.08.20  | 35,7 17.09.1987 | 31,6 08.10.23 | 26,5 08.11.15    | 20,5 31.12.21  | 41,5 2020  |
| Précipitations (mm)                   | 46,1             | 36,5           | 37,5         | 64            | 83,9            | 81,5          | 76,4          | 72,1           | 75,9            | 75,7          | 72,1             | 44,7           | 766,4      |

## Urbanisme

### Typologie
Au 1er janvier 2024, Chavaniac-Lafayette est catégorisée commune rurale à habitat dispersé, selon la nouvelle grille communale de densité à sept niveaux définie par l'Insee en 2022.
Elle est située hors unité urbaine et hors attraction des villes,.

### Occupation des sols
L'occupation des sols de la commune, telle qu'elle ressort de la base de données européenne d’occupation biophysique des sols Corine Land Cover (CLC), est marquée par l'importance des territoires agricoles (64,2 % en 2018), une proportion identique à celle de 1990 (64,2 %). La répartition détaillée en 2018 est la suivante : 
prairies (40,7 %), forêts (32,8 %), zones agricoles hétérogènes (23,5 %), zones urbanisées (3 %). L'évolution de l’occupation des sols de la commune et de ses infrastructures peut être observée sur les différentes représentations cartographiques du territoire : la carte de Cassini (XVIIIe siècle), la carte d'état-major (1820-1866) et les cartes ou photos aériennes de l'IGN pour la période actuelle (1950 à aujourd'hui).

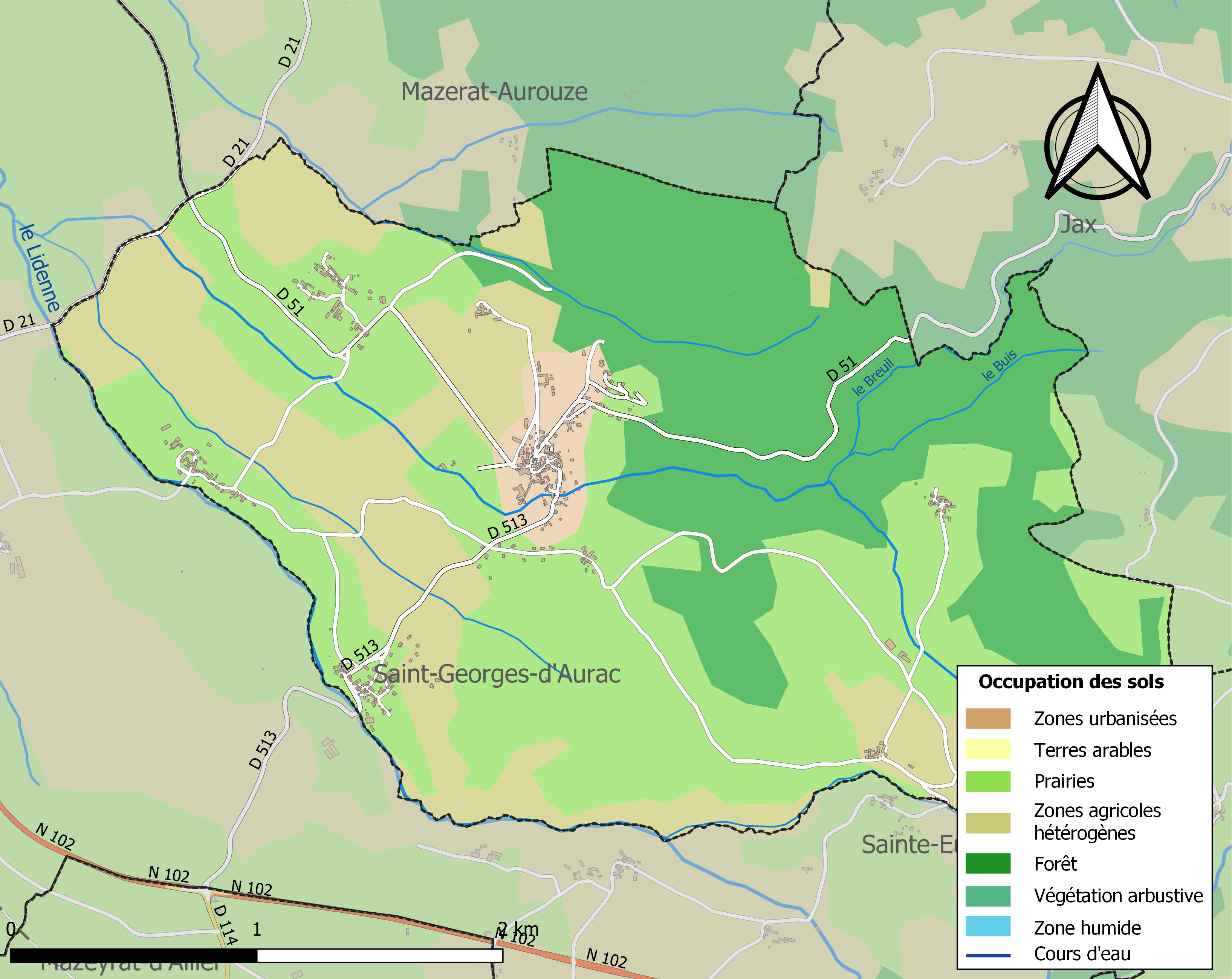
Carte des infrastructures et de l'occupation des sols de la commune en 2018 (CLC).
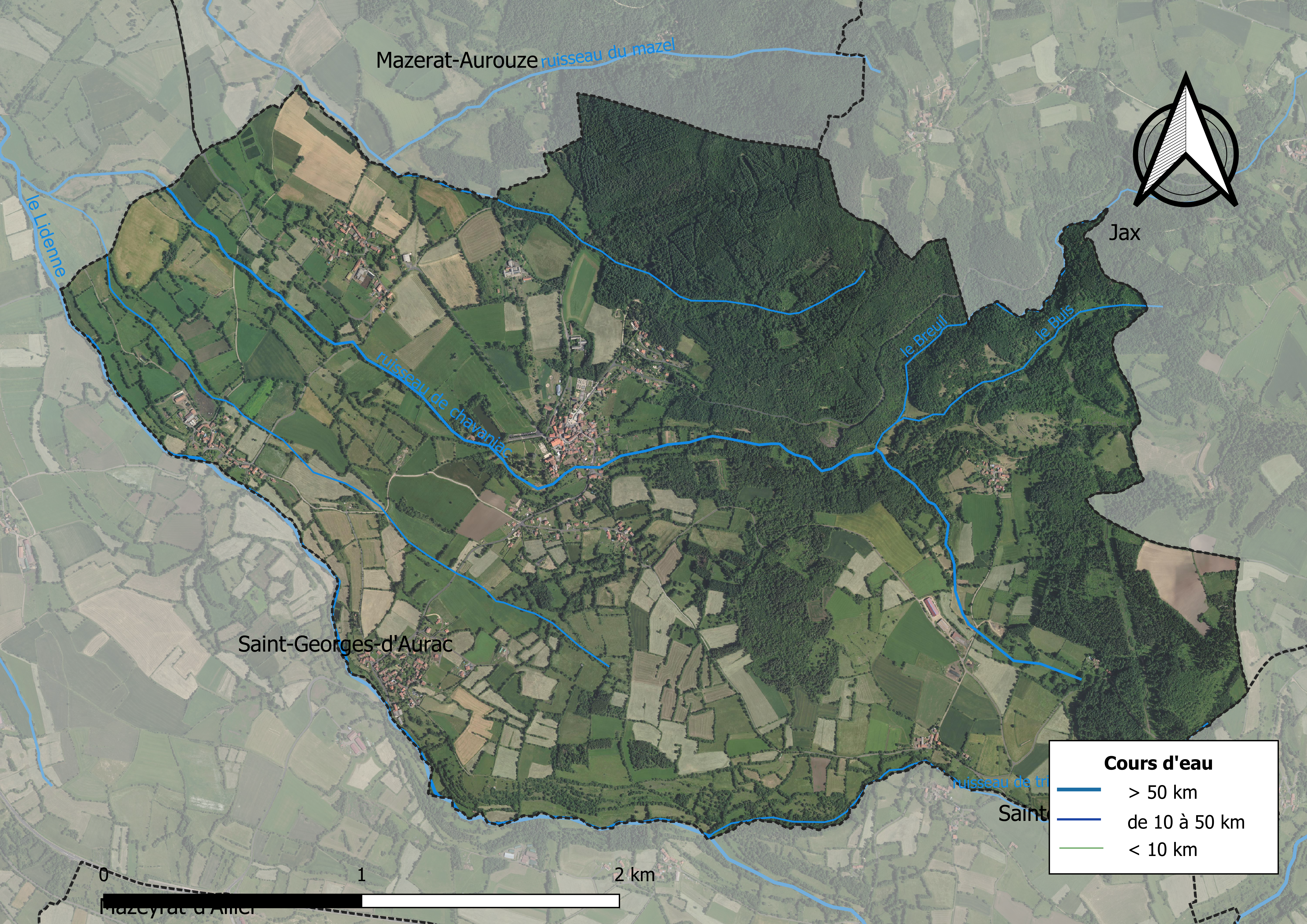
Carte orthophotographique de la commune.

### Habitat et logement
En 2018, le nombre total de logements dans la commune était de 231, alors qu'il était de 222 en 2013 et de 219 en 2008.
Parmi ces logements, 60,2 % étaient des résidences principales, 28 % des résidences secondaires et 11,8 % des logements vacants. Ces logements étaient pour 95,7 % d'entre eux des maisons individuelles et pour 3,9 % des appartements.
Le tableau ci-dessous présente la typologie des logements à Chavaniac-Lafayette en 2018 en comparaison avec celle de la Haute-Loire et de la France entière. Une caractéristique marquante du parc de logements est ainsi une proportion de résidences secondaires et logements occasionnels (28 %) supérieure à celle du département (16,1 %) et à celle de la France entière (9,7 %). Concernant le statut d'occupation de ces logements, 86,6 % des habitants de la commune sont propriétaires de leur logement (86,6 % en 2013), contre 70 % pour la Haute-Loire et 57,5 pour la France entière.
| Typologie                                               | Chavaniac-Lafayette | Haute-Loire | France entière |
| ------------------------------------------------------- | ------------------- | ----------- | -------------- |
| Résidences principales (en %)                           | 60,2                | 71,5        | 82,1           |
| Résidences secondaires et logements occasionnels (en %) | 28                  | 16,1        | 9,7            |
| Logements vacants (en %)                                | 11,8                | 12,4        | 8,2            |

## Histoire
La commune a été créée en 1880, sous le nom de Chavaniac, par scission avec la commune de Saint-Georges-d'Aurac. Lafayette a été ajouté en 1884 en hommage au marquis qui y naquit le 6 septembre 1757.
La commune accueille le siège du Conservatoire botanique national du Massif Central.

## Politique et administration

### Découpage territorial
La commune de Chavaniac-Lafayette est membre de la communauté de communes des Rives du Haut Allier, un établissement public de coopération intercommunale (EPCI) à fiscalité propre créé le 27 décembre 2016 dont le siège est à Langeac. Ce dernier est par ailleurs membre d'autres groupements intercommunaux.
Sur le plan administratif, elle est rattachée à l'arrondissement de Brioude, au département de la Haute-Loire, en tant que circonscription administrative de l'État, et à la région Auvergne-Rhône-Alpes.
Sur le plan électoral, elle dépend du canton du Pays de Lafayette pour l'élection des conseillers départementaux, depuis le redécoupage cantonal de 2014 entré en vigueur en 2015, et de la deuxième circonscription de la Haute-Loire   pour les élections législatives, depuis le redécoupage électoral de 1986.

### Liste des maires
| Période                                  | Période                    | Identité        | Étiquette | Qualité  |
| ---------------------------------------- | -------------------------- | --------------- | --------- | -------- |
| Les données manquantes sont à compléter. |                            |                 |           |          |
| (maire en 1981)                          |                            | Georges Autuche |           |          |
| mars 2001                                | 2008                       | Hélène Mansot   |           |          |
| mars 2008                                | mars 2014                  | Gilbert Lafont  |           |          |
| mars 2014                                | En cours (au 29 juin 2020) | Maurice Lac     | SE        | Retraité |

## Population et société

### Démographie

#### Évolution démographique
L'évolution du nombre d'habitants est connue à travers les recensements de la population effectués dans la commune depuis 1881. Pour les communes de moins de 10 000 habitants, une enquête de recensement portant sur toute la population est réalisée tous les cinq ans, les populations de référence des années intermédiaires étant quant à elles estimées par interpolation ou extrapolation. Pour la commune, le premier recensement exhaustif entrant dans le cadre du nouveau dispositif a été réalisé en 2006.

En 2022, la commune comptait 270 habitants, en évolution de −3,23 % par rapport à 2016 (Haute-Loire : +0,36 %, France hors Mayotte : +2,11 %).
| 1881 | 1886 | 1891 | 1896 | 1901 | 1906 | 1911 | 1921 | 1926 |
| ---- | ---- | ---- | ---- | ---- | ---- | ---- | ---- | ---- |
| 626  | 630  | 618  | 610  | 553  | 543  | 504  | 523  | 760  |

| 1931 | 1936 | 1946 | 1954 | 1962 | 1968 | 1975 | 1982 | 1990 |
| ---- | ---- | ---- | ---- | ---- | ---- | ---- | ---- | ---- |
| 820  | 871  | 765  | 827  | 513  | 458  | 389  | 352  | 317  |

| 1999 | 2006 | 2011 | 2016 | 2021 | 2022 | - | - | - |
| ---- | ---- | ---- | ---- | ---- | ---- | - | - | - |
| 293  | 289  | 274  | 279  | 268  | 270  | - | - | - |

#### Pyramide des âges
La population de la commune est relativement âgée.
En 2018, le taux de personnes d'un âge inférieur à 30 ans s'élève à 27,4 %, soit en dessous de la moyenne départementale (31 %). À l'inverse, le taux de personnes d'âge supérieur à 60 ans est de 33,9 % la même année, alors qu'il est de 31,1 % au niveau départemental.
En 2018, la commune comptait 127 hommes pour 143 femmes, soit un taux de 52,96 % de femmes, largement supérieur au taux départemental (50,87 %).
Les pyramides des âges de la commune et du département s'établissent comme suit.
| Hommes | Classe d’âge | Femmes |
| ------ | ------------ | ------ |
| 0,0    | 90 ou +      | 1,4    |
| 10,4   | 75-89 ans    | 16,6   |
| 22,0   | 60-74 ans    | 17,2   |
| 25,5   | 45-59 ans    | 24,2   |
| 13,1   | 30-44 ans    | 14,6   |
| 15,5   | 15-29 ans    | 13,9   |
| 13,5   | 0-14 ans     | 12,1   |

| Hommes | Classe d’âge | Femmes |
| ------ | ------------ | ------ |
| 0,9    | 90 ou +      | 2,5    |
| 8,4    | 75-89 ans    | 11,7   |
| 20,4   | 60-74 ans    | 20,5   |
| 21,3   | 45-59 ans    | 20,3   |
| 16,8   | 30-44 ans    | 16,3   |
| 15,2   | 15-29 ans    | 13,2   |
| 17     | 0-14 ans     | 15,6   |

## Économie

### Revenus
En 2018, la commune compte 129 ménages fiscaux, regroupant 266 personnes. La médiane du revenu disponible par unité de consommation est de 21 050 € (20 800 € dans le département).

### Emploi
| Division       | 2008   | 2013  | 2018   |
| -------------- | ------ | ----- | ------ |
| Commune        | 10,8 % | 7,2 % | 11,1 % |
| Département    | 6,3 %  | 7,7 % | 7,7 %  |
| France entière | 8,3 %  | 10 %  | 10 %   |

En 2018, la population âgée de 15 à 64 ans s'élève à 169 personnes, parmi lesquelles on compte 72,8 % d'actifs (61,7 % ayant un emploi et 11,1 % de chômeurs) et 27,2 % d'inactifs,. Depuis 2008, le taux de chômage communal (au sens du recensement) des 15-64 ans est supérieur à celui de la France et du département.
La commune est hors attraction des villes,. Elle compte 73 emplois en 2018, contre 79 en 2013 et 95 en 2008. Le nombre d'actifs ayant un emploi résidant dans la commune est de 106, soit un indicateur de concentration d'emploi de 68,7 % et un taux d'activité parmi les 15 ans ou plus de 53,1 %.
Sur ces 106 actifs de 15 ans ou plus ayant un emploi, 30 travaillent dans la commune, soit 28 % des habitants. Pour se rendre au travail, 85,7 % des habitants utilisent un véhicule personnel ou de fonction à quatre roues, 1,9 % les transports en commun, 8,8 % s'y rendent en deux-roues, à vélo ou à pied et 3,6 % n'ont pas besoin de transport (travail au domicile).

## Culture locale et patrimoine

### Lieux et monuments
- Château de Chavaniac.

### Personnalités liées à la commune
- Gilbert du Motier, marquis de La Fayette est né au château de Chavaniac.
- Marcel Bayard est né dans la commune.

## Culture
Les Arts ForeZtiers
Ce festival de création contemporaine a été fondé en août 2010 par l’Institut Charles Cros à Chavaniac-Lafayette.
Ce festival non commercial, à la croisée des mondes (humain, végétal, animal), accueille des expressions artistiques individuelles ou collectives, attentives à la forêt (et/ou au Forez), dans la diversité des formes contemporaines (arts plastiques, photographie, musique, vidéos..).
Ce festival conçu en biennale, traduit la dynamique de recherche « Éthiques de la Création »  et de la démarche « Créativités & Territoires » portée par l’Institut Charles Cros et ses partenaires. Depuis 2010, il rassemble des artistes passionnés, des partenaires diversifiés et la population locale.